# جواز سفر كيني
هو وثيقة رسمية، يُصدر جواز السفر الكيني للمواطنين الكينيين وفقًا لدستور كينيا لعام 2010 وعلى النحو المنصوص عليه في قانون الهجرة والمواطنين الكيني الذي بدأ في 30 أغسطس 2011. أيضًا، تُنظم عملية الإصدار بموجب الإشعار القانوني رقم 64 (قوانين الجنسية والهجرة الكينية، 2012). إذا كان مؤهلاً، يمكن للفرد التقدم بطلب للحصول على جواز سفر جديد وجواز سفر بديل. تصدر جوازات السفر من قبل دائرة الهجرة- القسم التابع لوزارة الداخلية وبتنسيق الحكومة القومية. تُستخدم جوازات السفر الكينية كشكل من أشكال إثبات الهوية أيضًا وتصنف على أنها الثانية بعد بطاقة الهوية الوطنية الكينية. قبل استقلال كينيا عن بريطانيا، كانت تستخدم جوازات السفر البريطانية.
كينيا لديها لغتان رسميتان، الإنجليزية والسواحيلية، وتستخدم اللغتان في جميع الوثائق الحكومية والقانونية. في جواز السفر الكيني، تُستخدام الفرنسية أيضًا.

## جواز السفر الإلكتروني
اعتبارًا من سبتمبر 2017، بدأت كينيا في إصدار جواز سفر إلكتروني جديد بتنسيق شرق إفريقيا. قال جوردون كيهالانجوا، من مديرية الهجرة وتسجيل الأشخاص، في دردشة مباشرة على تويتر، أن تتبع تحركات الأفراد سيصبح أسهل مع جواز السفر الإلكتروني. وهذا يتماشى مع رقمنة كينيا. تعمل الأنظمة الإلكترونية الجديدة على تحسين الكفاءة والتخلص من الثغرات وتعزيز الأمن، وهذه أحد أهداف كينيا في رؤية 2030. يحتوي جواز السفر الحيوي الجديد على البيانات الحيوية لأصحابها مثل بصمات الأصابع والصور المخزنة رقميًا والتوقيع من بين أمور أخرى.

### ميزات جواز السفر الكيني الإلكتروني
- شريحة إلكترونية تحتوي على المعلومات نفسها مثل جواز السفر النموذجي القديم.
- معرّف القياس الحيوي.
- صورة رقمية لحامل جواز السفر.
- ميزات الأمان لمنع الاستخدام غير المصرح به والتزوير.

تُسجل تفاصيل جواز السفر الإلكتروني لدى منظمة الطيران المدني الدولية ICAO.
اللون الجديد المعتمد على جواز السفر الكيني العادي الأزرق الفاتح والألوان الرسمية لمجتمع شرق إفريقيا. يتوفر جواز السفر الإلكتروني الجديد اعتبارًا من 1 سبتمبر 2017. أُلغي جواز السفر العادي القديم بشكل تدريجي بحلول 31 أغسطس 2019 (مددت الفترة حتى 1 مارس 2021) وسيصبح غير صالح للاستخدام وسيتوقف الاعتراف به كوثائق سفر.

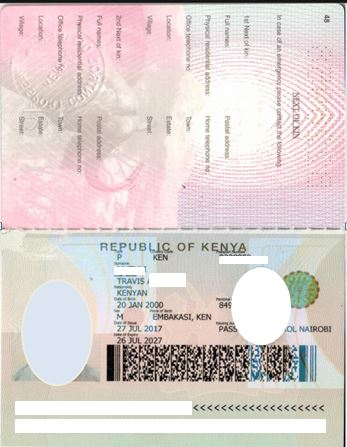
جواز سفر كيني عادي، ألغي في 31 أغسطس 2019

يُنصح بشدة لحاملي جوازات السفر القديمة الحالية بالتقدم بطلب للحصول على جواز السفر الإلكتروني الجديد قبل هذا التاريخ. تعالج جميع طلبات جوازات السفر الجديدة عبر بوابة المواطنين الإلكترونية لحكومة كينيا.

## صلاحية الجواز
بحسب دائرة الهجرة التابعة لوزارة الداخلية والتنسيق الوطني، تقرأ جنبًا إلى جنب مع الدستور الكيني. تصلح جوازات السفر الكينية لمدة عشر سنوات بعد تاريخ الإصدار. وأيضًا يتعين على الأطفال والأشخاص الذين تقل أعمارهم عن ثمانية عشر (18) عامًا الحصول على جواز سفر صادر عن الحكومة منفصل عن الوالدين. يُقدم طلب القاصرين على حساب المواطن الإلكتروني للوالدين ومن الواضح أن المرء يختار «تطبيق قاصر». الرسوم هي نفسها للبالغين والصلاحية هي أيضًا عشر سنوات.

## التسجيل
يجب على مواطني الدول الشريكة لجماعة شرق إفريقيا الموجودين بالخارج في أقرب فرصة تسجيل أسمائهم وعناوينهم في أقرب بعثة خارجية لجمهورية كينيا أو في حالة عدم وجود بعثة جمهورية كينيا، مع أقرب بعثة دولة شريكة في مجتمع شرق إفريقيا أو في أي مكان لا توجد مثل هذه البعثة مع ممثل دولة صديقة. يجب إخطار التغييرات في العنوان أو المغادرة من البلد. يؤدي عدم القيام بذلك في فترة الطوارئ إلى صعوبة أو تأخير في منحهم المساعدة أو الحماية. (مكتوب في الصفحات: 32 باللغة الإنجليزية، و33 باللغة السواحيلية، و34 باللغة الفرنسية).

## تحذير
يبقى جواز السفر ملكًا للحكومة الكينية ويمكن سحبه في أي وقت. وهو وثيقة قيمة ولا ينبغي تغييرها بأي شكل من الأشكال أو السماح لها بالانتقال إلى حيازة أشخاص غير مصرح لهم. في حالة الفقد أو التلف، يجب إبلاغ الحقائق والظروف على الفور إلى مكتب الجوازات، أو أقرب بعثة دولة شريكة لجماعة شرق إفريقيا في الخارج أو ممثلين آخرين والشرطة المحلية. (مدون في الصفحة 31 باللغات الإنجليزية والسواحيلية والفرنسية)

## المظهر
جوازات السفر الكينية عليها شعار النبالة الكيني المطرز بالذهب في منتصف الغلاف الأمامي. كُتبت الكلمات «EAST AFRICAN COMMUNITY» في الجزء العلوي متبوعة بـ «جمهورية كينيا» مكتوبة بنص ذهبي فوق شعار النبالة، بينما نقش «جواز السفر» بالنص الذهبي تحته. تُرك الغطاء الخلفي فارغًا. تحتل مذكرة جواز السفر الصفحة الثانية من جواز السفر، وتكون معلومات الاتصال في حالات الطوارئ في الصفحة الأخيرة. تطبع صفحة معلومات الهوية داخل الصفحة الثانية من جواز السفر، بينما يكون وصف الشخص في الصفحة الثالثة. صفحات جوازات السفر الكينية عليها علامة مائية بشعار النبالة الكيني. تتميز الصفحات بتصميمات للحيوانات الخمسة الكبيرة التي توجد عادة في المتنزهات والمحميات الوطنية الكينية: الأسد، والفيل، والفهد، ووحيد القرن، والجاموس. يظهر على الغلاف الأمامي الداخلي لجواز السفر شعار شرق إفريقيا مع كلمة «رقم جواز السفر». باللغات الإنجليزية والسواحيلية والفرنسية. وبالحروف الغامقة والأرقام رقم جواز السفر. تُظهر الصفحة الثانية الكلمات «جماعة شرق إفريقيا» و«جمهورية كينيا» بأحرف كبيرة وغامقة.

## الأنواع
هناك ثلاثة أنواع من جوازات السفر:
- دبلوماسي (غلاف كستنائي): يُصدر للدبلوماسيين الكينيين المعتمدين في الخارج ومعاليهم المؤهلين والمواطنين الذين يقيمون في الدولة الأجنبية.

جواز السفر الدبلوماسي الكيني
- عادي (غلاف أزرق فاتح): يُصدر للمواطنين الكينيين أثناء السفر للخارج، صالح لمدة 10 سنوات

جواز السفر الإلكتروني الكيني
- جواز سفر شرق أفريقي (غلاف أزرق فاتح): يُصدر للكينيين للسفر داخل مجموعة شرق أفريقيا، صالحة لمدة ستة أشهر ويمكن استخدامها لدخول: تنزانيا وأوغندا ورواندا وبوروندي.[5]

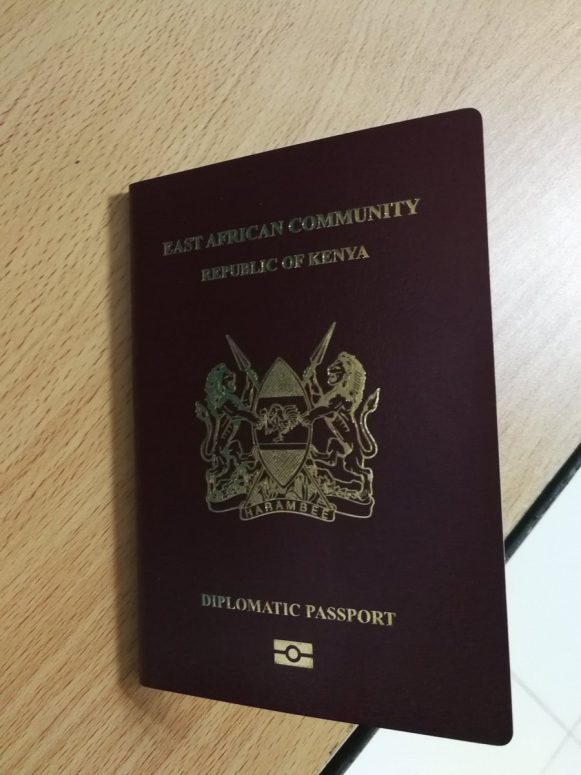
جواز سفر دبلوماسي كيني
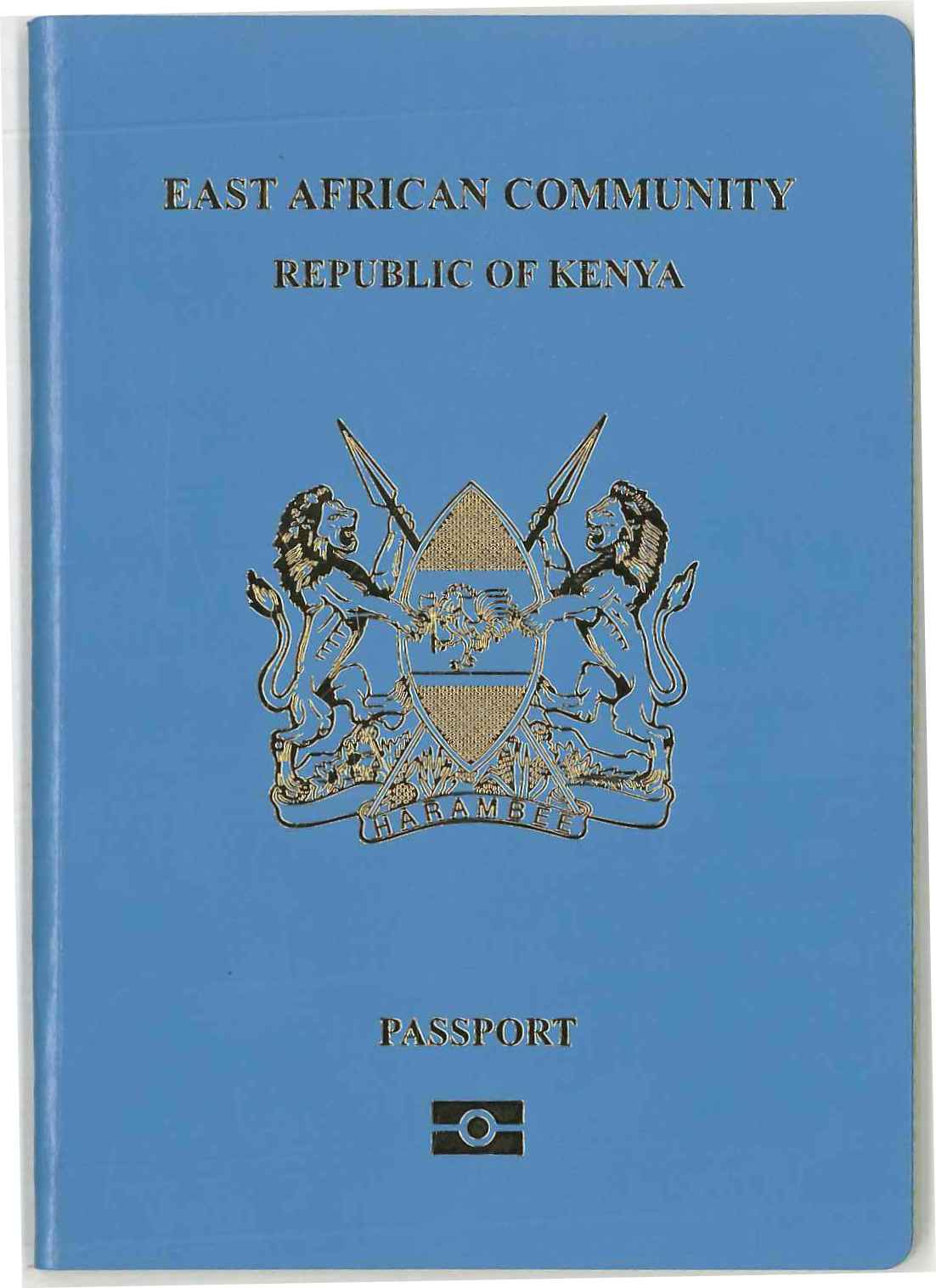
جواز السفر الإلكتروني الكيني
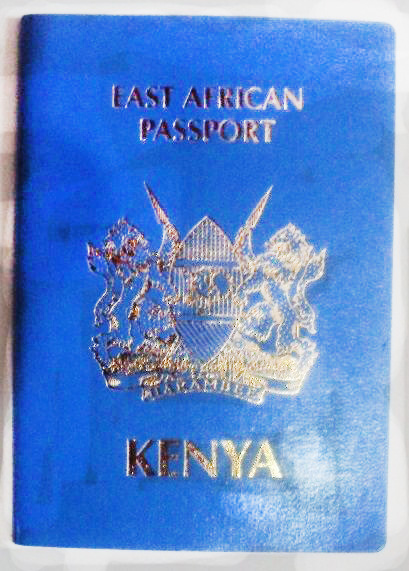
جواز سفر شرق أفريقي فقط لتنزانيا وأوغندا ورواندا وبوروندي

## صفحة معلومات الهوية
تحتوي الصفحة الثانية من جواز السفر الكيني على ما يلي:
- كلمات «جمهورية كينيا» مكتوبة باللغات الإنجليزية والسواحيلية والفرنسية.
- شعار جواز السفر الإلكتروني
- صورة صاحب جواز السفر.
- ميزة العلامة المائية التي توضح خريطة كينيا
- نوع المستند (جواز السفر)
- رمز البلد المُصدر (كينيا)
- رقم جواز السفر: مزيج من الحروف والأرقام
- الرقم المرجعي أو المعروف برقم الملف.
- اللقب.
- الأسماء المعطاة.
- تاريخ الإصدار.
- الجنس
- تاريخ انتهاء الصلاحية
- الجنسية
- مكان الميلاد.
- السلطة المُصدرة لجواز السفر

تصدر لمواطني كينيا، للسفر الدولي.